# Vészmadár

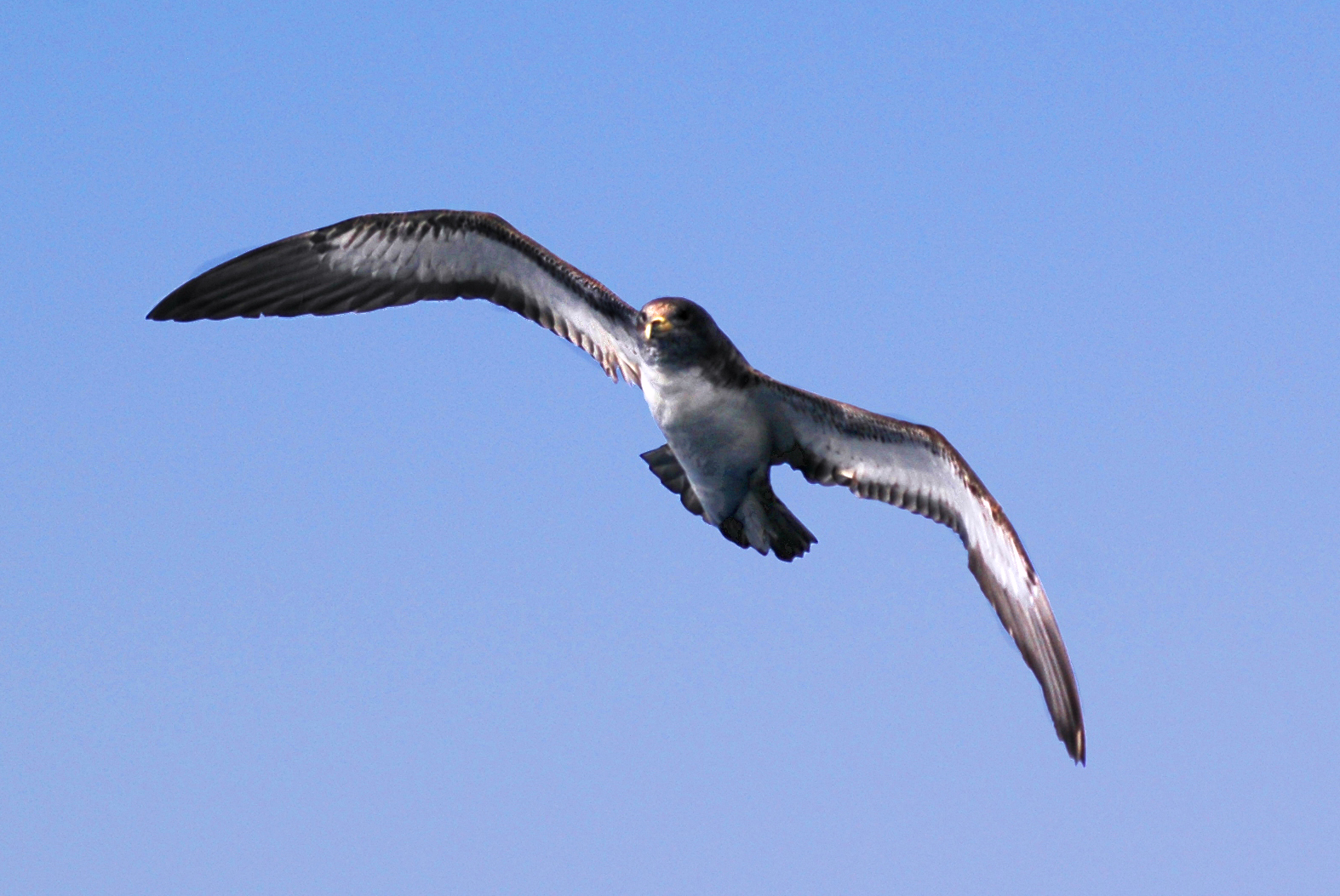
Mediterrán vészmadár (Calonectris diomedea)

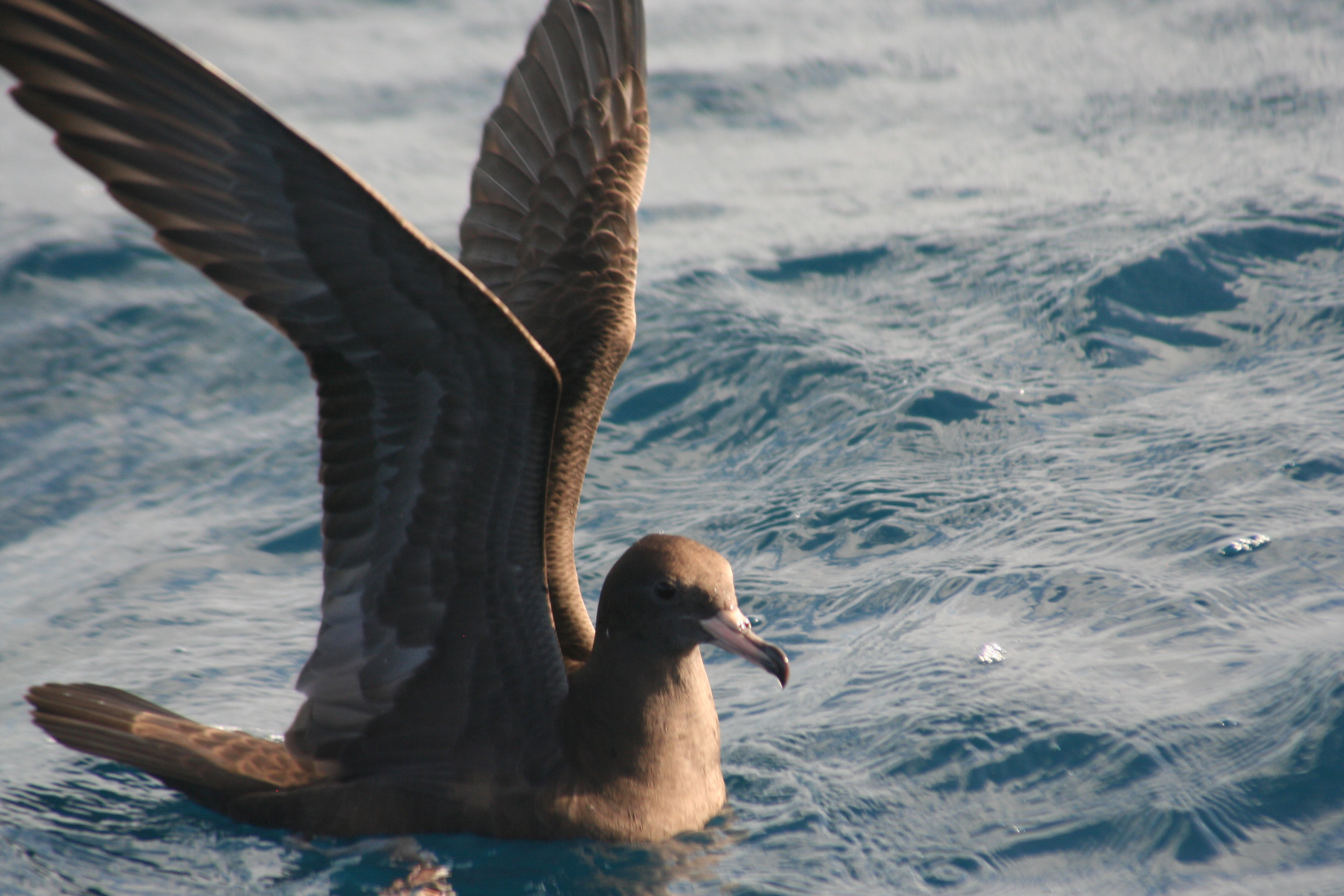
Barna vészmadár (Puffinus carneipes)

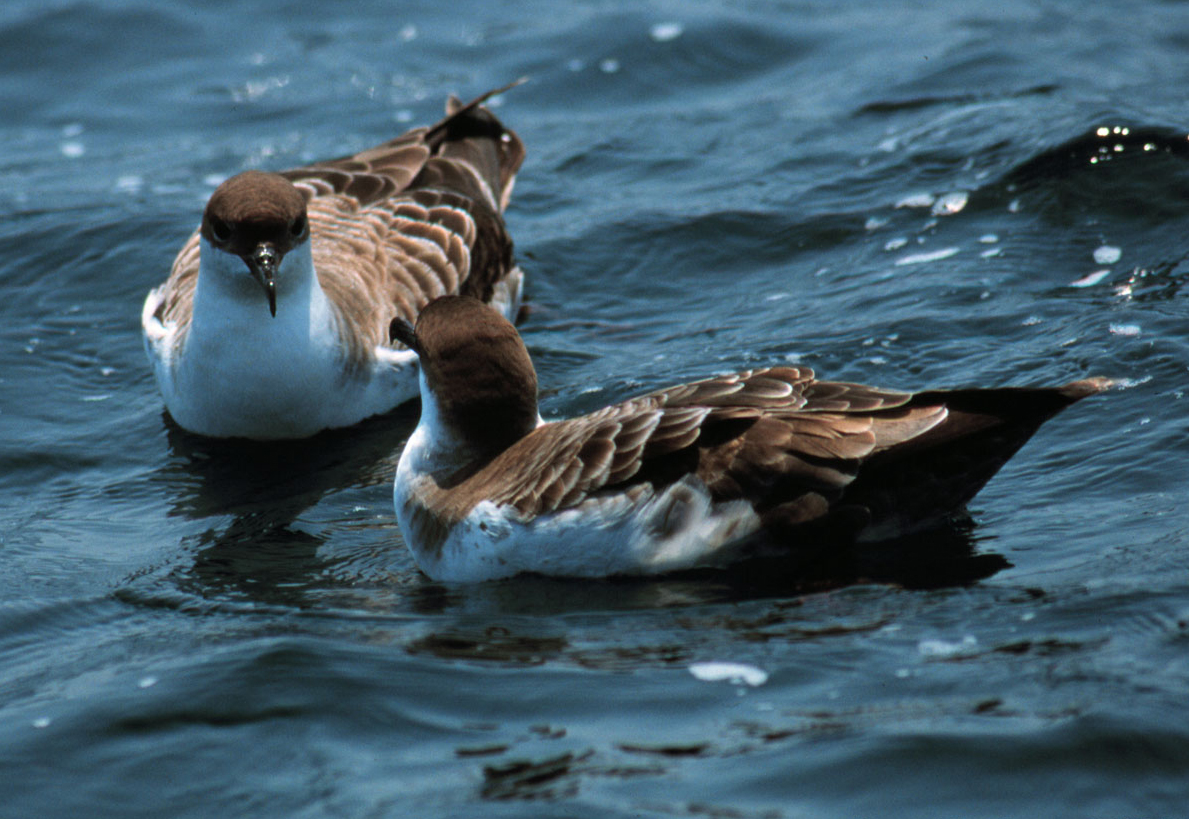
Nagy vészmadár (Puffinus gravis)

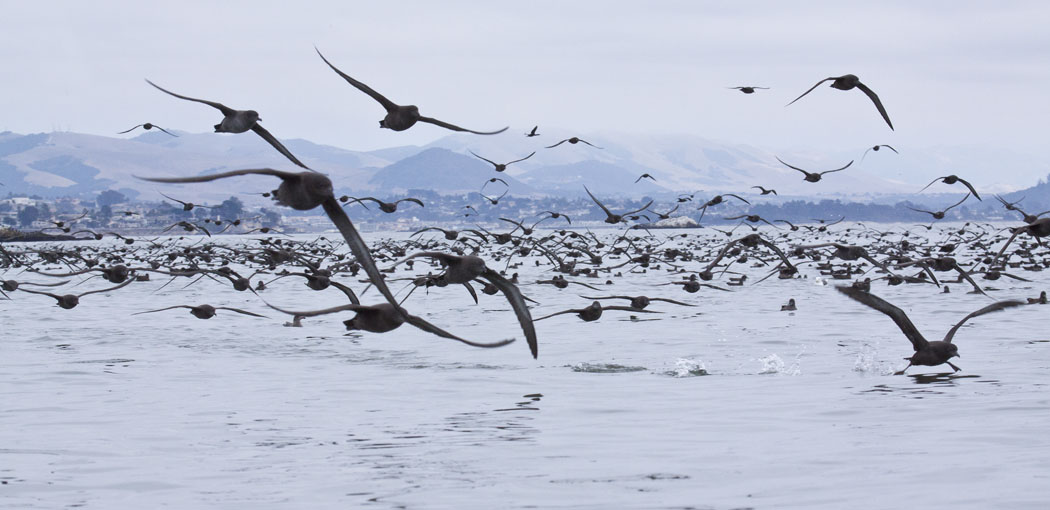
Szürke vészmadár (Puffinus griseus)

Vészmadár összefoglaló néven magyarul a viharmadár-alakúak (Procellariiformes) rendjébe tartozó viharmadárfélék (Procellariidae) családjának négy nemét nevezzük:
- Calonectris Mathews & Iredale, 1915 – 4 élő faj és 2 fosszilis faj
- Aphrodroma Olson, 2000 – 1 élő faj
  - kergueleni hojsza (Aphrodroma brevirostris) (Lesson, 1831)
- Pseudobulweria Mathews, 1936 – 4 élő faj és 1 kihalt faj
- Puffinus Brisson, 1760 – 26 élő faj és 18 fosszilis faj

A fentieken túl gyakorta vészmadárnak (ékfarkú vészmadárnak) nevezik a viharmadarak (Pterodroma) közé tartozó mauritiusi viharmadarat (Pseudobulweria aterrima, más néven Pterodroma aterrima) is.